# Уродженці Чернігівської області, що загинули під час війни в Афганістані (1979-1989)
За час Афганської війни Чернігівщина втратила 116 своїх земляків. В Чернігівській області немає жодного району, родини якого не зачепило лихо Афганської війни.
| №    | Прізвище, ім'я, по батькові       | Про особу | Дата смерті       | Місце поховання (нас.пункт)  | Нагороди (посмертно)                             | Вшанування пам'яті                                                                                        |
| 1.   | АЛЕКСЄЄВ Ігор Григорович          | 7 вересня 1963, м.Чернігів. У 1980 році закінчив середню школу №1 м. Чернігова. У Збройних Силах СРСР з 20 серпня 1980 року. У 1984 році закінчив Ташкентське вище загальновійськове командне училище імені В.І.Леніна. У липні 1984 р відправлений лейтенантом в Афганістан. | 17 вересня 1984   | кладовище Яцево (м.Чернігів) | Орден Червоної Зірки                             | Мемор.дошка на школі, вулиця                                                                              |
| 2.   | АНИЩЕНКО Андрій Васильович        | 30 січня 1965, місце проживання батьків с. Хоробичі Городнянського р-ну. До призову на військову службу працював на заводі. У листопаді 1984 р. відправлений рядовим в Афганістан.                                                                                            | 14 липня 1985     | с. Хоробичі                  | Орден Червоної Зірки                             | Мемор.дошка на школі, вулиця, музей                                                                       |
| 3.   | БАСАНЬКО Микола Миколайович       | 1 грудня 1962, місце проживання батьків: с. Затишшя Бобровицького р-ну. До призову на військову службу працював у радгоспі водієм. У січні 1982 р. відправлений рядовим в Афганістан.                                                                                         | 16 березня 1983   | с.Затишшя                    | Орден Червоної Зірки                             | Мемор.дошка СШ №2                                                                                         |
| 4.   | БАШКІРЦЕВ Костянтин Валентинович  | 30 грудня 1967, місце проживання батьків: м. Воркута. До призову на військову службу працював електрослюсарем на шахті. У травні 1984 р відправлений рядовим в Афганістан. | 8 грудня 1986     | кладовище Яцево (м.Чернігів) | Орден Червоної Зірки                             | Мемор. дошка на школі №28, мемор. дошка біля пам’ятника                                                   |
| 5.   | БІЛОЗІР Леонід Павлович           | 9 лютого 1962, Місце проживання батьків: с. Лисконоги Новгород-Сіверського р-ну. До призову на військову службу працював у колгоспі. У жовтні 1981 р. відправлений сержантом в Афганістан.                                                                                    | 2 липня 1982      | с. Лисконоги                 | Орден Червоної Зірки                             | Мемор. дошка на школі, вулиця,пам’ятник, муз кімн.                                                        |
| 6.   | БОДУН Анатолій Іванович           | 21 червня 1964, місце проживання батьків: с. Печі Борзнянського р-ну. До призову на військову службу працював у колгоспі трактористом. У жовтні 1982 р. відправлений рядовим в Афганістан.                                                                                    | 29 серпня 1983    | с. Печі                      | Орден Червоної Зірки                             | Мемор.дошка с.Хороше, озеро, поле ім.Бодуна, вулиця                                                       |
| 7.   | БОНДАРЕНКО Микола Валентинович    | 19 грудня 1964, місце проживання батьків: с. Сваричівка Ічнянського р-ну. До призову на військову службу працював у колгоспі трактористом. У березні 1984 р. відправлений рядовим в Афганістан                                                                                | 15 серпня 1984    | с. Сваричівка                | Орден Червоної Зірки, Медаль За бойові заслуги   | Вулиця ім.М.Бондаренка у с.Сваричівка, мемор.дошка на пам`ятнику м.Ічня                                   |
| 8.   | БОРЩ Василь Миколайович           | 25 січня 1965, місце проживання матері: с. Заудайка Ічнянського р-ну. До призову на військову службу навчався в технікумі. У квітні 1983 р. відправлений рядовим в Афганістан.                                                                                                | 2 жовтня 1983     | с. Заудайка                  | Орден Червоної Зірки                             | Мемор.дошка на пам`ятнику м.Ічня                                                                          |
| 9.   | БОРЩЕВСЬКИЙ Іван Вікторович       | 1 липня 1964, місце проживання батьків: с. Красний Колядин Талалаївського р-ну. До призову на військову службу працював газозварювальником у радгоспі. У грудні 1982 р. відправлений рядовим в Афганістан.                                                                    | 13 квітня 1984    | с. Красний Колядин           | Медаль "За бойові заслуги"                       | Мемор.дошка буд. ліцей м. Чернігів, вул.ім.Борщевського, музей школа                                      |
| 10.  | БРИЛЬ Олександр Олексійович       | 17 жовтня 1962, місце проживання батьків: м. Чернігів; вдови; м.Харків. У жовтні 1987 р відправлений ст лейтенантом в Афганістан. | 21 жовтня 1987    | м. Чернігів, кл. Колгоспне   | Орден Червоної Зірки                             | Мемор. дошка на школі №16, мемор. дошка біля пам’ятника                                                   |
| 11.  | БРЮХОВЕЦЬ Юрій Леонідович         | 14 лютого 1963, місце проживання батьків: м. Ніжин. До призову на військову службу працював на заводі. У травні 1981 р. відправлений рядовим в Афганістан. | 19 травня 1982    | м. Ніжин                     | Орден Червоної Зірки                             | Вулиця ім. Ю.Брюховця, мемор. дошка на будинку, мемор. дошка на школі №10                                 |
| 12.  | БУРКОВСЬКИЙ Анатолій Григорович   | 24 січня 1956, місце проживання матері: с. Березна Менського р-ну. До призову На військову службу працював тренером у дитячій спортивній школі. У грудні 1979 р. відправлений рядовим в Афганістан.                                                                           | 30 серпня 1980    | смт. Березне                 | Орден Червоної Зірки                             | Мемор. дошка на школі, вул.ім.А.Бурковського                                                              |
| 13.  | ВАРЕНИК Микола Ілліч              | 22 травня 1964, місце проживання батьків: м. Прилуки. До призову на військову службу працював на заводі. У січні 1983 р. відправлений мол. сержантом в Афганістан. | 19 квітня 1984    | м. Прилуки                   | Орден Червоної Зірки                             | Мемор.дошка на ЗОШ №10                                                                                    |
| 14.  | ВАСИЛЕНКО Сергій Васильович       | 2 червня 1958, місце проживання батьків: м. Чернігів. До призову на військову службу навчався в школі. У червні 1985 р. відправлений капітаном в Афганістан. | 24 серпня 1986    | м. Чернігів                  | Орден Червоної Зірки                             | Мемор. дошка на школі №16, мемор. дошка біля пам’ятника                                                   |
| 15.  | ВЕРЕНЯ Олександр Миколайович      | 29 квітня 1964, місце проживання батьків: м. Чернігів. До призову на військову службу навчався в ПТУ. У травні 1983 р. відправлений рядовим в Афганістан. | 1 серпня 1984     | кладовище Яцево (м.Чернігів) | Орден Червоної Зірки, Медаль "За бойові заслуги" | Мемор. дошка на СПТУ №6, вулиця ім. О.Верені, мемор. дошка біля пам’ятника                                |
| 16.  | ВИСОВЕНКО Володимир Васильович    | 12 березня 1964, місце проживання батьків: с. Гайворон Бахмацького р-ну. До призову на військову службу працював електромонтажником. У січні 1983 р. відправлений рядовим в Афганістан.                                                                                       | 12 грудня 1984    | с.Гайворон                   | Орден Червоного Прапора                          | |
| 17.  | ВІКТОРОВ Юрій Іванович            | 3 листопада 1965, місце проживання батьків, м. Прилуки. До призову на військову службу працював слюсарем на заводі. У жовтні 1984 р. відправлений рядовим в Афганістан. | 20 жовтня 1984    | м. Прилуки                   | Орден Червоної Зірки                             | |
| 18.  | ВОВК Володимир Григорович         | 26 серпня 1962, місце проживання матері: с. Гнідинці Варвинського р-ну. До призову на військову службу працював у колгоспі водієм. У червні 1982 р. відправлений рядовим в Афганістан.                                                                                        | 3 листопада 1982  | с. Гнідинці                  | Орден Червоної Зірки                             | Вулиця ім.В.Вовка, пам.знак                                                                               |
| 19.  | ВОЛОХІН Микола Віталійович        | 29 вересня 1966, місце проживання батьків: с. Нова Папірня Ріпкинського р-ну. До призову на військову службу працював у колгоспі трактористом. У січні 1985 р. відправлений рядовим в Афганістан.                                                                             | 24 березня 1985   | с. Нова Папірня              | Орден Червоної Зірки                             | вул. ім М.Волохіна, пам’ятний знак смт. Ріпки, музей школа                                                |
| 20.  | ГАПОН Григорій Андрійович         | Місце проживання матері: м. Пролетарськ Ростовської області, Росія. До призову на військову службу навчався в технікумі. У квітні 1980 р. відправлений прапорщиком в Афганістан.                                                                                              | 5 жовтня 1980     | с. Дейманівка                |                                                  | |
| 21.  | ГАРШИН Микола Петрович            | 17 серпня 1954, місце проживання вдови та сина: м Чернігів. До призову на військову службу працював столяром. У серпні 1983 р. відправлений прапорщиком в Афганістан. | 13 вересня 1984   | м. Чернігів                  | Орден Червоної Зірки                             | |
| 22.  | ГЛУЩЕНКО Віктор Федорович         | 25 грудня 1964, місце проживання батьків: с. Тростянка Борзнянського р-ну. До призову на військову службу навчався в технікумі. У травні 1984 р відправлений рядовим в Афганістан.                                                                                            | 29 вересня 1984   | с. Мала Доч                  | Орден Червоної Зірки                             | Мемор.дошка с.Мала Доч, мемор.дошка с.Носелівка, мемор.дошка на технікумі м.Конотоп                       |
| 23.  | ГОРБАЧ Анатолій Валентинович      | 5 травня 1968, місце проживання бабусі: с. Єрків Козелецького р-ну. До призову на військову службу працював у колгоспі. У серпні 1986 р. відправлений в Афганістан. | 6 січня 1988      | с. Єрків                     |                                                  | Пам’ятник м. Козелець                                                                                     |
| 24.  | ДАВИДЕНКО Микола Григорович       | 7 квітня 1966, місце проживання батька та брата: с. Ганнівка Носівського р-ну. До призову на військову службу навчався в технікумі. У січні 1986 р. відправлений рядовим в Афганістан.                                                                                        | 23 липня 1986     | с. Ганнівка                  | Орден Червоної Зірки                             | Мемор.дошка ЗОШ №1, поле ім.М.Давиденка                                                                   |
| 25.  | ДЕРЕВ’ЯНКО Володимир Миколайович  | 2 листопада 1958, місце проживання батька, вдови і сина: м. Чернігів. До призову на військову службу працював на заводі. У грудні 1982 р. відправлений прапорщиком в Афганістан.                                                                                              | 21 вересня 1983   | м. Чернігів, кл.Яцево        | Орден Червоної Зірки                             | Мемор. дошка смт.Ріпки                                                                                    |
| 26.  | ДЕМ’ЯНЕНКО Федір Миколайович      | 16 квітня 1961, місце проживання батьків: м. Городня. До призову на військову службу працював у колгоспі трактористом. У червні 1979 р. відправлений рядовим в Афганістан. | 30 липня 1980     | с. Деревини                  |                                                  | вул.ім.Ф.Дем’янка, музей                                                                                  |
| 27.  | ДРОЖЖИН Ігор Володимирович        | 2 лютого 1965, місце проживання матері і сестри: м. Чернігів. До призову на військову службу працював на кондитерській фабриці. У грудні 1983 р. відправлений рядовим в Афганістан.                                                                                           | 31 травня 1984    | м. Чернігів                  | Орден Червоної Зірки                             | Мемор. дошка на СПТУ №6                                                                                   |
| 28.  | ЖИВОДЕР Василь Сергійович         | 28 вересня 1963, місце проживання батьків: с. Камінь Новгород-Сіверського р-ну. До призову на військову службу навчався в автошколі. У квітні 1982 р. відправлений сержантом в Афганістан.                                                                                    | 1 червня 1983     | с. Камінь                    | Орден Червоної Зірки                             | Мемор. дошка на школі, вулиця, пам`ятник, муз кімн.                                                       |
| 29.  | ЖИЛА Володимир Анатолійович       | Місце проживання батьків: с. Дубрівка Менського р-ну. До призову на військову службу працював столяром на фабриці. У лютому 1985 р. відправлений рядовим в Афганістан. | 17 березня 1986   | с. Дубрівка                  | Орден Червоної Зірки                             | Парк ім.В.Жила, мемор. дошка на школі                                                                     |
| 30.  | ЖУРИБІДА Василь Миколайович       | 26 жовтня 1966, місце проживання батьків: с. Білоцерківці Бобровицького р-ну. До призову на військову службу працював маляром-штукатуром. У жовтні 1986 р. відправлений рядовим в Афганістан.                                                                                 | 17 червня 1987    | с.Білоцерківці               | Орден Червоної Зірки                             | Мемор.дошка СШ, пам’ятник, вулиця с.Білоцерківці                                                          |
| 31.  | ЗАМИГА Євген Леонідович           | 24 жовтня 1967, місце проживання батька: м. Прилуки. До призову на військову службу навчався в БПТУ. У квітні 1986 р. відправлений мол. сержантом в Афганістан. | 27 серпня 1987    | м. Прилуки                   | Орден Червоної Зірки                             | |
| 32.  | ЗДОРОВЕНКО Іван Григорович        | 3 жовтня 1944, місце проживання вдови і сина: м. Калінінград, Росія. До призову на військову службу навчався в школі. У1979 р. відправлений майором в Афганістан. | 6 грудня 1979     | с. Дідівці                   | Орден Червоної Зірки                             | |
| 33.  | ІВАЩЕНКО Володимир Григорович     | 4 січня 1966, місце проживання батьків: с. Тиниця Бахмацького р-ну. До призову на військову службу працював у колгоспі помічником комбайнера. У липні 1984 р. відправлений рядовим в Афганістан.                                                                              | 11 липня 1985     | с.Тиниця                     | Орден Червоної Зірки                             | |
| 34.  | КАМСЬКИЙ Володимир Маркович       | 15 травня 1960, місце проживання батьків: м. Чернігів. До призову на військову службу працював майстром на заводі. У травні 1980 р. відправлений рядовим в Афганістан. | 9 червня 1980     | м. Чернігів, кл.Яцево        |                                                  | Мемор. дошка на школі №16                                                                                 |
| 35.  | КАПЩУК Петро Тимофійович          | 29 червня 1964, місце проживання батьків: с. Івашківка Городнянського р-ну. До призову на військову службу працював у колгоспі трактористом. У червні 1983 р. відправлений мол. сержантом в Афганістан.                                                                       | 12 січня 1984     | с. Івашківка                 | Орден Червоної Зірки                             | Мемор.дошка на школі, вулиця, музей                                                                       |
| 36.  | КАРПЕНКО Петро Михайлович         | 30 липня 1963, місце проживання батьків: с. Буди Куликівського р-ну. До призову на військову службу працював у колгоспі трактористом. У грудні 1982 р. відправлений ст. сержантом в Афганістан.                                                                               | 28 квітня 1985    | с. Буда                      | Медаль "За відвагу"                              | |
| 37.  | КАРПУСЬ Михайло Васильович        | 9 листопада 1961, місце проживання матері і брата: м Ровеньки Луганської області. До призову на військову службу працював на фабриці. У жовтні 1982 р відправлений в Афганістан.                                                                                              | 11 квітня 1984    | с. Гнатівка                  | Орден Червоної Зірки                             | Мемор. дошка на школі вул.ім.Карпуся                                                                      |
| 38.  | КИРСЕНКО Ігор Васильович          | 10 грудня 1966, місце проживання батьків: м. Прилуки. До призову на військову службу навчався в БПТУ. У грудні 1985 р. відправлений рядовим в Афганістан. | 24 липня 1986     | м. Прилуки                   | Орден Червоної Зірки                             | |
| 39.  | КОВАЛЬ Павло Іванович             | 3 листопада 1964, місце проживання матері: с. Тихоновичі Щорського р-ну. До призову на військову службу навчався в інституті. У січні 1985 р. відправлений мол. сержантом в Афганістан.                                                                                       | 19 квітня 1986    | с. Тихоновичі                | Орден Червоної Зірки                             | Мемор. дошка на школі, музей в школі                                                                      |
| 40.  | КОВНІР Валерій Іванович           | 23 лютого 1965, місце проживання матері: с. Марківці Бобровицького р-ну. До призову на військову службу працював фрезерувальником на заводі. У серпні 1984 р. відправлений рядовим в Афганістан.                                                                              | 15 квітня 1985    | с.Марківці                   | Орден Червоної Зірки                             | Мемор.дошка музей,вулиця                                                                                  |
| 41.  | КОЖАР Ігор Володимирович          | 29 липня 1964, місце проживання батьків: м. Чернігів До призову на військову службу навчався в технікумі. У грудні 1983 р. відправлений рядовим в Афганістан. | 3 липня 1985      | м. Чернігів                  | Орден Червоної Зірки                             | Мемор. дошка на Кооп. технікумі                                                                           |
| 42.  | КОЗЕЛ Анатолій Федорович          | 17 травня 1964, місце проживання батьків: с. Виповзів Козелецького р-ну. У жовтні 1983 р. відправлений рядовим в Афганістан. | 14 лютого 1985    | с. Виповзів                  | Орден Червоної Зірки                             | Пам`ятник м.Козелець                                                                                      |
| 43.  | КОРЖ Анатолій Іванович            | 12 квітня 1955, місце проживання батьків: м. Чернігів; вдови: м. Київ. До призову на військову службу працював на заводі. У 1983 р. відправлений капітаном в Афганістан. | 21 квітня 1984    | м. Чернігів, кл.Яцево        | Орден Червоної Зірки                             | Мемор. дошка на школі №7                                                                                  |
| 44.  | КОСТЮК Петро Іванович             | 9 квітня 1959, місце проживання матері: с. Сохачі Коропського р-ну. До призову на військову службу працював у радгоспі зоотехніком. У 1980 р. відправлений прапорщиком в Афганістан.                                                                                          | 13 вересня 1984   | с. Сохачі                    | Орден Червоної Зірки                             | Мемор. дошка на школі (2012р), вул ім.П.Костюка, музей                                                    |
| 45.  | КОШЕНКО Василь Пилипович          | 15 квітня 1942, місце проживання вдови і доньки: м. Чернігів. До призову на військову службу навчався в ПТУ. У червні 1980 р. відправлений капітаном в Афганістан. | 5 липня 1980      | м. Городня                   | Орден Червоної Зірки                             | Музей(м.Чернігів), мемор. дошка                                                                           |
| 46.  | КРАВЕЦЬ Юрій Миколайович          | 4 липня 1965, місце проживання батьків: с. Великий Листвен Городнянського р-ну. До призову на військову службу працював оператором на заводі. У грудні 1983 р. відправлений рядовим в Афганістан.                                                                             | 23 жовтня 1984    | с. Великий Листвен           | Орден Червоної Зірки                             | вул.ім.Ю.Кравця, музей                                                                                    |
| 47.  | КРАВЧЕНКО Михайло Іванович        | 28 серпня 1960, місце проживання батьків: с. Атюша Коропського р-ну. До призову на військову службу навчався в технікумі. У жовтні 1980 р. відправлений сержантом в Афганістан.                                                                                               | 12 червня 1981    | с. Атюша                     | Орден Червоної Зірки                             | Мемор. дошка на школі (2012), вул.ім.Кравченко, музей                                                     |
| 48.  | КУЗЬМЕНКО Валерій Петрович        | 4 листопада 1965, місце проживання батьків: с. Галиця Ніжинського р-ну. До призову на військову службу працював ветфельдшером. У жовтні 1985 р. відправлений мол. сержантом в Афганістан.                                                                                     | 10 квітня 1986    | с. Галиця                    | Орден Червоної Зірки, медаль За відвагу          | Школа-сад ім.Кузьменка, вул.ім.Кузьменка                                                                  |
| 49.  | КУЛИК Іван Михайлович             | 21 серпня 1964, місце проживання батьків: с. Осьмаки Коропського р-ну. До призову на військову службу працював токарем на заводі. У лютому 1983 р. відправлений рядовим в Афганістан.                                                                                         | 17 червня 1983    | с. Осьмаки                   | Орден Червоної Зірки                             | Мемор. дошка на будинку культури (2012), вул.ім.І.Кулика                                                  |
| 50.  | КУЛІНІЧ Анатолій Андрійович       | 28 грудня 1963, місце проживання батьків: м. Носівка. До призову на військову службу працював у райсільгосптехніці водієм. У жовтні 1982 р. відправлений рядовим в Афганістан.                                                                                                | 25 березня 1983   | м. Носівка                   | Орден Червоної Зірки                             | Мемор.дошка ЗОШ №1, поле ім.А.Кулініча                                                                    |
| 51.  | КУЧЕРЯВЕЦЬ Микола Григорович      | 12 лютого 1967, місце проживання батьків: с. Старий Биків Бобровицького р-ну. До призову на військову службу працював у радгоспі трактористом. У жовтні 1986 р. відправлений рядовим в Афганістан.                                                                            | 21 травня 1987    | с. Старий Биків              | Орден Червоної Зірки                             | Мемор. дошка СШ, музей, вулиця, поле                                                                      |
| 52.  | ЛЕМИШКО Сергій Миколайович        | 16 грудня 1961, місце проживання батьків, вдови і сина: м. Ічня. До призову на військову службу навчався в школі. У лютому 1984 р. відправлений лейтенантом в Афганістан. | 11 лютого 1985    | с. Крупичполе                | Орден Червоного прапора                          | Вул.ім.Лемишко с.Крупичполе, мемор.дошка на пам`ятнику м.Ічня                                             |
| 53.  | ЛЕОНЕНКО Анатолій Федорович       | 24 липня 1965, місце проживання батьків: с. Галків Ріпкинського р-ну. До призову на військову службу працював у колгоспі. У листопаді 1983 р. відправлений сержантом в Афганістан.                                                                                            | 23 жовтня 1985    | с. Галків                    | Орден Червоної Зірки                             | пам’ятник смт.Ріпки, музей школа                                                                          |
| 54.  | ЛИТВИН Олексій Іванович           | 20 березня 1961, місце проживання батьків: с. Кобижча Бобровицького р-ну. До призову на військову службу працював слюсарем у локомотивному депо. У червні 1980 р. відправлений мол. сержантом в Афганістан.                                                                   | 17 березня 1981   | с. Кобижча                   | Медаль "За бойові заслуги"                       | Мемор. дошка на вулиці, мемор. дошка на школі, музей                                                      |
| 55.  | ЛУХТА Василь Михайлович           | 6 вересня 1960, місце проживання батьків: с. Марківці Бобровицького р-ну. До призову на військову службу навчався в автошколі. У 1979 р. відправлений рядовим в Афганістан.                                                                                                   | 22 лютого 1980    | с. Марківці                  | Медаль За бойові заслуги                         | Мемор.дошка на школі, музей                                                                               |
| 56.  | ЛЬВОВ Олександр Анатолійович      | 20 жовтня 1958, місце проживання, батьків: с. Савинка Козелецького р-ну. До призову на військову службу працював у райсільгосптехніці механізатором. Відправлений в Афганістан.                                                                                               | 10 лютого 1981    | с. Савинка                   | Орден Червоної Зірки                             | Пам`ятник м.Козелець, вулиця с.Савинка                                                                    |
| 57.  | МАЛОГОЛОВИЙ Володимир Олексійович | 14 лютого 1958, місце проживання батьків, вдови, сина і доньки: м. Прилуки. До призову на військову службу навчався в школі. У липні 1983 р. відправлений ст. лейтенантом в Афганістан.                                                                                       | 13 серпня 1984    | м. Прилуки                   | Орден Червоної Зірки                             | Мемор.дошка на ЗОШ №10                                                                                    |
| 58.  | МАЛЯРЕНКО Леонід Сергійович       | 3 вересня 1962, місце проживання батьків: м. Прилуки. До призову на військову службу працював на цегельному заводі. У травні 1981 р. відправлений рядовим в Афганістан. | 22 червня 1982    | м. Прилуки                   | Медаль "За відвагу"                              | |
| 59.  | МАРТИНЕНКО Микола Петрович        | 30 серпня 1965, місце проживання батьків: с. Патюти Козелецького р-ну. До призову на військову службу працював у колгоспі. У січні 1984 р. відправлений рядовим в Афганістан.                                                                                                 | 1 жовтня 1985     | с. Патюти                    | Орден Червоної Зірки                             | Пам’ятник м. Козелець                                                                                     |
| 60.  | МАТВІЄНКО Микола Григорович       | 2 січня 1958, ісце проживання матері, вдови і доньки:с. Матвіївка Сосницького р-ну. До призову на військову службу працював токарем на заводі. У травні 1987 р. відправлений ст. прапорщиком в Афганістан.                                                                    | 7 травня 1987     | с. Матвіївка                 | Орден Червоної Зірки                             | |
| 61.  | МАТЮШЕНКО Валерій Іванович        | 1 лютого 1950, місце проживання вдови та батьків: м. Чернігів. До призову на військову службу навчався в школі. У 1980 р. відправлений капітаном в Афганістан. | 6 листопада 1980  | м. Чернігів, кл.Яцево        | Орден Червоної Зірки                             | Мемор. дошка на школі №16                                                                                 |
| 62.  | МИКИТЕНКО Віталій Анатолійович    | 1 жовтня 1965, місце проживання батьків: с. Придеснянське Коропського р-ну. До призову на військову службу працював у колгоспі. У червні 1984 р. відправлений рядовим в Афганістан.                                                                                           | 28 серпня 1984    | с.Придеснянське              | Орден Червоної Зірки                             | Мемор. дошка на школі (2011), вул.ім.В.Микитенка                                                          |
| 63.  | МИХАЛЬЧЕНКО Василь Михайлович     | 25 грудня 1962, місце проживання батьків: с. Стара Рудня Щорського р-ну. До призову на військову службу працював токарем на заводі. У травні 1981 р. відправлений рядовим в Афганістан.                                                                                       | 21 серпня 1982    | с. Стара Рудня               | Орден Леніна                                     | Мемор. дошка на школі, вул. ім.В.Михальченка м.Щорс, с.Стара Рудня , пам.знак на вулиці, музей в школі    |
| 64.  | МЕХЕД Олег Анатолійович           | Місце проживання матері: м. Новгород-Сіверський; вдови та сина: м. Кушка. До призову на військову службу працював учителем у школі. У грудні 1979 р. відправлений прапорщиком в Афганістан.                                                                                   | 5 вересня 1980    | м.Новгород-Сіверський        | Орден Червоної Зірки                             | Мемор.дошка ЗОШ №2, вулиця, пам’ятник, муз кімн.                                                          |
| 65.  | МІНОХОВ Олександр Іванович        | 3 серпня 1952, місце проживання батьків: м. Городня; вдови: м Береза Брестської області, Білорусь. До призову на військову службу працював на будівництві. У 1984 р. відправлений капітаном в Афганістан.                                                                     | 13 вересня 1984   | м. Городня                   | Орден Червоної Зірки                             | Мемор. дош. на ЗОШ №2, музей                                                                              |
| 66.  | МІЩЕНКО Віктор Григорович         | 19 травня 1965, місце проживання батьків: с. Володькова Дівиця Носівського р-ну. До призову на військову службу навчався в технічному училищі. У вересні 1984 р. відправлений рядовим в Афганістан.                                                                           | 30 липня 1985     | с. Володькова Дівиця         | Орден Червоної Зірки, медаль За відвагу          | Мемор. дошка ЗОШ №1,поле ім.В. Міщенка                                                                    |
| 67.  | МОЙСІЄНКО Микола Миколайович      | 1 березня 1963, місце проживання батьків: с. Спаське Сосницького р-ну. До призову на війсьюву службу працював автослюсарем у колгоспі. У жовтні 1981 р. відправлений сержантом в Афганістан.                                                                                  | 5 травня 1982     | с. Спаське                   | Орден Червоної Зірки                             | вул.ім. М. Моїсієнка                                                                                      |
| 68.  | МОРДАШКО Петро Анатолійович       | 9 лютого 1966, місце проживання матері: с. Феськівка Менського р-ну. До призову на військову службу працював трактористом у колгоспі. У грудні 1984 р. відправлений рядовим в Афганістан.                                                                                     | 10 квітня 1986    | с. Феськівка                 | Орден Червоної Зірки, медаль За відвагу          | Мемор. дошка на школі, вул. ім.П. Мордашко                                                                |
| 69.  | МОТОРА Микола Борисович           | 10 серпня 1966, місце проживання батьків: м. Семенівка. До призову на військову службу працював на взуттєвій фабриці. У травні 1985 р. відправлений рядовим в Афганістан. | 21 липня 1986     | м. Семенівка                 | Орден Червоної Зірки                             | Алея Героїв-комсомольців - мемор.дошка, вулиця ім.М.Мотори                                                |
| 70.  | МУРЗА Анатолій Олексійович        | 20 жовтня 1960, місце проживання матері: с. Жуківка Куликівського р-ну. До призову на військову службу працював механізатором у колгоспі. У червні 1980 р. відправлений рядовим в Афганістан.                                                                                 | 7 лютого 1981     | с. Жуківка                   | Орден Червоної Зірки                             | Вул.ім.А.Мурзи                                                                                            |
| 71.  | НЕСИН Олександр Миколайович       | 11 жовтня 1955, місце проживання батьків: с. Прохори Борзнянського р-ну; вдови: м. Челябінськ, Росія. До призову на військову службу працював механізатором у колгоспі. У травні 1980 р. відправлений ст. лейтенантом в Афганістан.                                           | 25 вересня 1981   | с. Прохори                   | Орден Червоної Зірки                             | Мемор.дошка с.Прохори                                                                                     |
| 72.  | НЕСТЕРЕНКО Олександр Миколайович  | 9 грудня 1962, місце проживання батьків: с. Нова Басань Бобровицького р-ну. До призову на військову службу працював токарем на заводі. У травні 1982 р. відправлений рядовим в Афганістан.                                                                                    | 11 липня 1982     | с. Нова Басань               | Орден Червоної Зірки                             | Мемор.дошка на вулиці, музей                                                                              |
| 73.  | НЕЧУНАЄВ Олександр Андрійович     | 6 травня 1963, місце проживання батьків: м. Прилуки. До призову на військову службу працював на заводі “Будмаш”. У жовтні 1981 р. відправлений рядовим в Афганістан. | 14 лютого 1982    | м. Прилуки                   | Орден Червоної Зірки                             | Мемор.дошка ЗОШ №5                                                                                        |
| 74.  | НЕМЦЕВ Віктор Анатолійович        | 30 жовтня 1965, місце проживання батьків: с. Шептаки Новгород-Сіверського р-ну. До призову на військову службу навчався в школі. У квітні 1984 р. відправлений рядовим в Афганістан.                                                                                          | 18 травня 1984    | с. Шептаки                   | Орден Червоної Зірки                             | Мемор. дошка на мемор. компл., вулиця, пам’ятник, муз кімн.                                               |
| 75.  | НЕМЧЕНКО Віктор Вікторович        | 16 лютого 1963, місце проживання батьків: с, Білорічиця Прилуцького р-ну. До призову на військову службу працював механізатором у радгоспі. У червні 1980 р. відправлений рядовим в Афганістан.                                                                               | 25 вересня 1981   | с. Білорічиця                | Орден Червоної Зірки                             | |
| 76.  | НИКОНЕНКО Микола Григорович       | 6 вересня 1964, місце проживання батьків: с. Красилівка Козелецького р-ну. До призову на військову службу працював на заводі. У жовтні 1982 р. відправлений рядовим в Афганістан.                                                                                             | 29 січня 1984     | с. Красилівка                | Орден Червоної Зірки                             | Пам’ятник м. Козелець                                                                                     |
| 77.  | ОРЕЛ Микола Григорович            | 17 червня 1964, місце проживання батьків: с. Червоний Колодязь Козелецького р-ну. До призову на військову службу працював слюсарем на заводі. У вересні 1983 р. відправлений рядовим в Афганістан.                                                                            | 7 листопада 1984  | с. Червоний Колодязь         | Орден Червоної Зірки                             | Школа ім.Орла, вулиця ім.М.Орла, мемор.школа с. Перемога, пам’ятник воїнам-інтернаціоналістам с. Перемога |
| 78.  | ОСИПЕНКО Євген Георгійович        | 4 жовтня 1965, місце проживання батьків: м. Чернігів. До призову на військову службу працював слюсарем на заводі. У серпні 1985 р. відправлений рядовим в Афганістан. | 24 грудня 1985    | м. Чернігів                  | Орден Червоної Зірки                             | Мемор. дошка на СПТУ №6                                                                                   |
| 79.  | ОХОТНИК Олександр Іванович        | 15 серпня 1967, місце проживання батьків: с. Григорівка Бахмацького р-ну. До призову на військову службу працював помічником комбайнера. У січні 1986 р. відправлений рядовим в Афганістан.                                                                                   | 23 липня 1986     | с.Григорівка                 | Орден Червоної Зірки                             | Пам’ятн. знак на Полі ім.О.Охотника                                                                       |
| 80.  | ПАВЛОВ Олександр Геннадійович     | 12 липня 1961, місце проживання матері: м. Прилуки. До призову на військову службу працював водієм на автобазі. У жовтні 1981 р. відправлений рядовим в Афганістан. | 12 січня 1982     | м. Прилуки                   | Орден Червоної Зірки                             | |
| 81.  | ПАВЛЕНКО Анатолій Петрович        | 1 січня 1967, місце проживання батьків: с. Красний Колядин Талалаївського р-ну. До призову на військову службу працював майстром з виробництва м'яса у радгоспі. У серпні 1985 р. відправлений рядовим в Афганістан.                                                          | 12 вересня 1985   | с. Красний Колядин           | Орден Червоної Зірки                             | Мемор. дошка на будинку, вул. ім Павленка, музей школа                                                    |
| 82.  | ПАРУБЕЦЬ Анатолій Григорович      | 4 травня 1964, місце проживання батьків: с. Галиця Ніжинського р-ну. До призову на військову службу працював монтажником. У лютому 1983 р. відправлений сержантом в Афганістан.                                                                                               | 13 лютого 1984    | с. Ковтунівка                | Два Ордена Червоної Зірки                        | Школа ім.Парубця, пам’ятник на подвір’ї ЗОШ                                                               |
| 83.  | ПІНЧУК Микола Іванович            | 19 травня 1965, місце проживання батьків: с. Кіпті Козелецького р-ну. До призову на військову службу працював у метробуді. У травні 1984 р. відправлений сержантом в Афганістан.                                                                                              | 20 вересня 1985   | с. Кіпті                     | Орден Червоної Зірки                             | Пам’ятник м. Козелець                                                                                     |
| 84.  | ПОЛИВКО Анатолій Григорович       | 27 липня 1937, місце проживання вдови: м. Львів. До призову на військову службу навчався в школі. У червні 1980 р. відправлений підполковником в Афганістан. | 17 січня 1981     | м. Ніжин                     | Орден Червоної Зірки                             | Школа ім А.Поливко, мемор. дошка ЗОШ №4                                                                   |
| 85.  | ПОТЄХІН Володимир Олександрович   | 16 липня 1941, місце проживання вдови: м. Чернігів. До призову на військову службу працював будівельником. У грудні 1981 р. відправлений прапорщиком в Афганістан. | 13 травня 1982    | м. Чернігів, кл.Яцево        |                                                  | |
| 86.  | ПУЗИК Володимир Федорович         | 28 січня 1962, місце проживання матері: с. Покошичі Коропського р-ну. До призову на військову службу навчався в ПТУ. У червні 1981 р. відправлений рядовим в Афганістан. | 22 березня 1982   | с. Покошичі                  | Орден Червоної Зірки                             | Мемор. дошка на школі (2012), вул.В.Пузика, музей                                                         |
| 87.  | ПУЗІН Віталій Миколайович         | 27 січня 1962, місце проживання матері: м. Носівка. До призову на військову службу працював інженером. У травні 1982 р. відправлений рядовим в Афганістан. | 15 лютого 1984    | с. Лосинівка                 | Орден Леніна                                     | Навчальний комбінат ім.В.Пузіна, пам’ятник-гаубиця Д-30, вул. ім.В.Пузіна                                 |
| 88.  | РОЗУМІЄНКО Олександр Михайлович   | 28 березня 1964, місце проживання батьків: с. Лави Сосницького р-ну. До призову на військову службу працював трактористом у колгоспі. У червні 1982 р. відправлений мол. сержантом в Афганістан.                                                                              | 17 лютого 1984    | с. Лави                      | Орден Червоної Зірки                             | вул. ім. О.Розумієнка                                                                                     |
| 89.  | РУБЦОВ Валерій Анатолійович       | 3 серпня 1944, місце проживання вдови: м. Чернігів. До призову на військову службу працював радіомонтажником. У січні 1982 р. відправлений майором в Афганістан. | 19 січня 1982     | м. Чернігів, кл.Яцево        | Орден Червоної Зірки                             | |
| 90.  | РУДЕНКО Василь Іванович           | 19 січня 1966, місце проживання батьків: м. Прилуки. До призову на військову службу працював на меблевому комбінаті. У вересні 1984 р. відправлений рядовим в Афганістан. | 22 серпня 1985    | м. Прилуки                   | Орден Червоної Зірки                             | Мемор.дошка ЗОШ №5                                                                                        |
| 91.  | САВЕНКО Віталій Петрович          | 26 січня 1960, місце проживання батьків: с. Задеріївка Ріпкинського р-ну. До призову на військову службу навчався в технікумі. У березні 1980 р. відправлений сержантом в Афганістан.                                                                                         | 30 жовтня 1980    | с. Задеріївка                | Орден Червоної Зірки                             | Мемор. дошка, вул. ім.В.Савенка, пам’ятник смт. Ріпки                                                     |
| 92.  | САМОСТРОВ Костянтин Миколайович   | 9 березня 1964, місце проживання батьків: м. Чернігів. До призову на військову службу працював слюсарем на заводі. У квітні 1984 р. відправлений сержантом в Афганістан. | 15 серпня 1985    | м. Чернігів                  | Орден Червоної Зірки                             | Мемор. дошка на СПТУ №6, мемор. дошка ліцей №22, вулиця ім.К.Самострова                                   |
| 93.  | САМСОНЕНКО Борис Григорович       | 15 листопада 1966, місце проживання батьків: с. Бакланова Муравійка Куликівського р-ну. До призову на військову службу працював механізатором у колгоспі. У квітні 1986 р. відправлений рядовим в Афганістан.                                                                 | 22 квітня 1987    | с. Бакланова Муравійка       | Орден Червоної Зірки                             | Мемор.дошка на школі                                                                                      |
| 94.  | СИДОРЕНКО Віктор Андрійович       | 26 серпня 1967, місце проживання батьків: с. Однольків Ічнянського р-ну. До призову на військову службу працював у колгоспі. У квітні 1987 р. відправлений сержантом в Афганістан.                                                                                            | 10 вересня 1987   | с. Однольків                 | Орден Червоної Зірки                             | Мемор.дошка на пам`ятнику м.Ічня                                                                          |
| 95.  | СИНИЦЯ Василь Анатолійович        | 16 серпня 1964, місце проживання батьків: с. Галайбине Борзнянського р-ну. До призову на військову службу працював у колгоспі тваринником. У жовтні 1982 р. відправлений рядовим в Афганістан.                                                                                | 16 вересня 1983   | с. Галайбине                 | Орден Червоної Зірки                             | Мемор.дошка с.Галайбине                                                                                   |
| 96.  | СІРИЙ Олександр Олексійович       | 24 січня 1965, місце проживання батьків: с. Мньов Чернігівського р-ну. До призову на військову службу працював трактористом у колгоспі. У червні 1983 р. Відправлений рядовим в Афганістан.                                                                                   | 20 березня 1984   | с. Пустиньки                 | Орден Червоної Зірки                             | |
| 97.  | СКРИПЧЕНКО Юрій Миколайович       | 7 червня 1967, місце проживання матері та сестри: с. Ковтунівка Прилуцького р-ну. До призову на військову службу навчався в технікумі. У жовтні 1986 р. Відправлений мол. сержантом в Афганістан,                                                                             | 9 жовтня 1987     | с. Дубовий Гай               | Орден Червоної Зірки                             | |
| 98.  | СМИРНИЙ Юрій Васильович           | 23 лютого 1943, місце проживання вдови: м. Чернігів. У грудні 1979 р. відправлений підполковником в Афганістан. | 5 лютого 1981     | смт. Срібне                  | Орден Червоної Зірки                             | |
| 99.  | СОБІЧЕНКО Григорій Миколайович    | 23 квітня 1961, місце проживання батьків:с. Самсони Козелецького р-ну. До призову на військову службу працював водієм у колгоспі. У січні 1980 р. відправлений рядовим в Афганістан.                                                                                          | 18 грудня 1980    | с. Самсони                   | Орден Червоної Зірки                             | Пам’ятник м. Козелець                                                                                     |
| 100. | ТАРАСЕНКО Петро Львович           | 11 липня 1965, місце проживання батьків: с. Рябухи Талалаївського р-ну. До призову на військову службу працював трактористом у колгоспі. У грудні 1983 р. відправлений рядовим в Афганістан.                                                                                  | 20 лютого 1984    | с. Рябухи                    | Орден Червоної Зірки                             | Мемор. дошка на будинку, вул. ім. Тарасенка, поле ім.Тарасенка, пам.знак на полі, музей школа             |
| 101. | ТЕРЕЩЕНКО Леонід Анатолійович     | 30 березня 1964, місце проживання батьків: с. Омбиш Борзнянського р-ну. До призову на військову службу працював у колгоспі. У жовтні 1982 р. відправлений рядовим в Афганістан.                                                                                               | 26 серпня 1984    | с. Омбиш                     | Орден Червоної Зірки, Медаль За відвагу          | Мемор.дошка с.Омбиш                                                                                       |
| 102. | ТИТОВСЬКИЙ Сергій Миколайович     | 24 грудня 1964, місце проживання батьків: с. Киселівка Менського р-ну. До призову на військову службу працював електромонтером у колгоспі. У травні 1984 р відправлений рядовим в Афганістан.                                                                                 | 3 березня 1985    | с. Киселівка                 | Орден Червоної Зірки                             | Мемор. дошка на школі, вул.ім.С.Титовського                                                               |
| 103. | ТИЩЕНКО Анатолій Володимирович    | 15 серпня 1961, місце проживання батьків: м. Прилуки. До призову на військову службу працював токарем на заводі. У січні 1980 р. відправлений рядовим в Афганістан. | 29 липня 1981     | м. Прилуки                   | Орден Червоної Зірки                             | |
| 104. | ТИЩЕНКО Анатолій Григорович       | 1 березня 1966, місце проживання батьків: смт Варва. До призову на військову службу працював на заводі протипожежного обладнання. У листопаді 1984 р. відправлений мол. сержантом в Афганістан.                                                                               | 3 жовтня 1985     | смт. Варва                   | Орден Червоної Зірки                             | Вулиця ім.А.Тищенка, пам.знак                                                                             |
| 105. | ТУРЕЦЬКИЙ Володимир Дмитрович     | 12 вересня 1968, місце проживання матері: м. Бобровиця. До призову на військову службу працював бульдозеристом. У жовтні 1986 р. відправлений рядовим в Афганістан. | 14 лютого 1987    | м. Бобровиця                 | Орден Червоної Зірки                             | Мемор.дошка на адмін будівлі                                                                              |
| 106. | ТУРЧИН Микола Леонідович          | 18 липня 1947, місце проживання вдови: с. Шапіхи Козелецького р-ну. До призову на військову службу працював на заводі. У липні 1983 р. відправлений прапорщиком в Афганістан.                                                                                                 | 25 червня 1984    | с. Шапіхи                    | Орден Червоної Зірки                             | Пам’ятник м. Козелець                                                                                     |
| 107. | ФЕДОРЕНКО Олег Костянтинович      | 24 квітня 1963, місце проживання батьків: с. Фастівці Бахмацького р-ну. До призову на військову службу працював на заводі. У червні 1982 р. відправлений рядовим в Афганістан.                                                                                                | 28 грудня 1982    | с.Фастівці                   | Орден Червоної Зірки                             | Мемор.дошка на СШ                                                                                         |
| 108. | ФЕДОСІЄНКО Павло Миколайович      | 15 квітня 1963, місце проживання батька, брата та сестри: с. Суничне Щорського р-ну. До призову на військову службу працював водієм. У червні 1981 р. відправлений рядовим в Афганістан.                                                                                      | 29 листопада 1982 | с. Рогізки                   | Орден Червоної Зірки                             | Мемор. дошка на школі, пам. куток в класі школи                                                           |
| 109. | ХРОЛЕНКО Михайло Володимирович    | 10 листопада 1966, місце проживання батьків: с. Івашківка Городнянського р-ну. До призову на військову службу працював теслярем у колгоспі. У серпні 1986 р. відправлений рядовим в Афганістан.                                                                               | 30 жовтня 1987    | с. Івашківка                 | Орден Червоної Зірки, медаль За бойові заслуги   | Мемор.дошка на школі, вулиця ім.М.Хроленка                                                                |
| 110. | ЧЕРЕП Олег Володимирович          | 17 червня 1962, місце проживання батьків: м. Прилуки. До призову на військову службу працював помічником машиніста у депо. У квітні 1982 р. відправлений мол. сержантом в Афганістан.                                                                                         | 21 травня 1982    | м. Прилуки                   | Орден Червоної Зірки                             | Мемор.дошка на ЗОШ №10                                                                                    |
| 111. | ШАПОВАЛ Олег Станіславович        | 2 лютого 1965, місце проживання батьків: м. Чернігів. До призову на військову службу навчався в БПТУ. У березні 1983 р. відправлений рядовим в Афганістан. | 30 квітня 1984    | м. Чернігів, кл.Яцево        | Орден Червоної Зірки                             | Мемор. дошка на СПТУ №6, ЗОШ №27                                                                          |
| 112. | ШВИДУН Сергій Юхимович            | 30 жовтня 1964, місце проживання батьків: с. Салтикова Дівиця Кулаківського р-ну. До призову на військову службу працював слюсарем у райсільгосптехніці. У червні 1984 р. відправлений рядовим в Афганістан.                                                                  | 17 липня 1987     | с. Салтикова Дівиця          |                                                  | Вул.ім.С.Швидуна                                                                                          |
| 113. | ШЕВЧЕНКО Віктор Миколайович       | 18 червня 1964, місце проживання батька: с. Смош Прилуцького р-ну. До призову на військову службу навчався в технікумі. У червні 1983 р. відправлений рядовим в Афганістан.                                                                                                   | 18 липня 1984     | с. Смош                      | Орден Червоної Зірки, медаль За бойові заслуги   | Вулиця ім. В.Шевченка                                                                                     |
| 114. | ШЕВЧУК Володимир Васильович       | 20 вересня 1952, місце проживання батьків: м. Чернігів. До призову на військову службу навчався в школі. У лютому 1980 р. відправлений ст. лейтенантом в Афганістан. | 27 травня 1980    | м. Чернігів, кл.Яцево        | Орден Червоного Прапора                          | Мемор. дошка ЗОШ №6, музей м. Чернігів, ЗОШ №2 м.Городня музей                                            |
| 115. | ЯЦУХНО Валерій Костянтинович      | 28 квітня 1968, місце проживання матері: с. Городище Менського р-ну. До призову на військову службу навчався в ПТУ. У червні 1986 р. відправлений мол. сержантом в Афганістан.                                                                                                | 11 грудня 1986    | с. Городище                  | Орден Червоної Зірки                             | Мемор. дошка на школі, вул.ім.В.Яцухно                                                                    |
| 116. | Каранда Микола Іванович           | 25 березня 1966, ефрейтор | 17 жовтня 1985    | х. Лінея                     | ОрденЧервоної Зірки                              | |
| ---- | --------------------------------- | --- | ----------------- | ---------------------------- | ------------------------------------------------ | --- |